# Icône Maximovskaïa de la Mère de Dieu
L'icône Maximovskaïa de la Mère de Dieu (en russe : Максимовская икона Божией Матери) est une icône miraculeuse de la Vierge Marie, vénérée dans l'Église orthodoxe russe. La date de sa création est fixée par les historiens dans une période qui va de 1299 à 1305. Son origine est, selon la légende, une vision de Maxime de Kiev, métropolite de Kiev et de toute la Russie, dont le siège avait été déplacé de Kiev à Vladimir à la suite des déprédations des Tatares. L'icône est fêtée le 18 avril selon le calendrier julien.

## Histoire
Le texte de la légende sur la vision du métropolite Maxime de Kiev qui est à l'origine de la création de l'icône a été conservé : selon cette légende le métropolite aurait reçu un omophorion de la Vierge lors de son apparition. Il a été conservé à la cathédrale de la Dormition de Vladimir dans une châsse en or pendant 112 ans (de 1300 environ à 1412). En 1412, lors de la prise de la ville par le prince tatare Talycha, il a été caché par le sacristain dénommé Patrick. Les recherches effectuées durant les années qui ont suivi n'ont pas permis de retrouver l'omophorion. 
Conservée dans la cathédrale de la Dormition à Vladimir, cette icône a été placée sur la tombe du métropolite Maxime à sa mort en 1305. Durant les années qui ont suivi la révolution d'Octobre 1917, l'icône a été transférée au musée de Vladimir. Durant les années 1920 elle a été restaurée sous la direction de l'historien d'art Alexandre Anisimov. Aujourd'hui l'icône se trouve au musée-réserve de Vladimir-Souzdal. Le professeur Victor Lazarev considère que l'état de l'icône est fort mauvais et constate que des restaurations inappropriées ont été réalisées dans le passé.
En 2010 dans le cadre de l'année de la Russie en France, l'icône Maximovskaia a été exposée au Musée du Louvre, dans les salles napoléoniennes, dans le cadre d'une exposition intitulée « Sainte Russie ».

## Iconographie
L'icône Maximovskaïa appartient au type odigitria dont les Vierges se présentent comme protectrices, montrant la voie à suivre. Ici l'exemple de Maxime. Ses dimensions sont de 165 sur 66,3 cm. La Mère de Dieu est représentée en pied portant l'enfant Jésus sur son bras gauche. De la main droite elle rend l'omophorion à Maxime représenté dans un format beaucoup plus petit et qui se tient debout à ses pieds sur une petite colonne. L'enfant Jésus tourne son regard vers le métropolite. 
L'icône était recouverte d'un oklad d'or et d'argent décoré de perles. Celui-ci a été enlevé lors de la restauration de l'icône.